# Arp 299

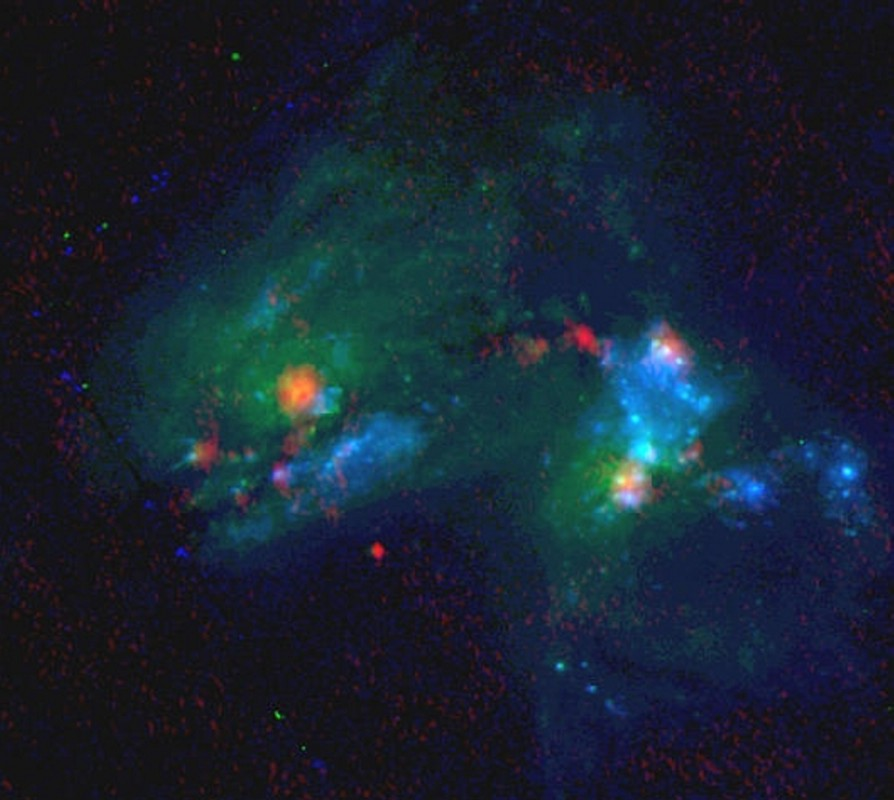
Фото взаємодіючих галактик у несправжніх кольорах (комбінація знімку у діапазонах VLA та HST)

Arp 299 — Взаємодіючі галактики   у сузір'ї Велика Ведмедиця. 
Цей об'єкт не входить до оригінальної редакції Нового загального каталогу й був доданий пізніше.